# فیلم‌شناسی جانگ نا را
جانگ نا را (کره‌ای: 장나라؛ زادهٔ ۱۸ مارس ۱۹۸۱) خواننده و بازیگر اهل کره جنوبی است که در هر دو صنعت سرگرمی کره جنوبی و چین از سال ۲۰۰۱ فعال است. او در مجموعه‌های تلویزیونی مورد تحسین قرار گرفته از جمله  داستان موفقیت یک دختر باهوش (۲۰۰۲)، عشق من پاتزی (۲۰۰۲)، عروسی (۲۰۰۵)، از بخت بد عاشقت شدم (۲۰۱۴)، بازگشت زوجین (۲۰۱۷)، آخرین ملکه (۲۰۱۸–۲۰۱۹)، وی‌آی‌پی (۲۰۱۹) و خانه جن‌زده خود را بفروشید (۲۰۲۱) بازی کرده‌است.

## فیلم
| سال  | عنوان فارسی          | عنوان اصلی   | نقش                 | توضیحات       | منابع |
| ---- | -------------------- | ------------ | ------------------- | ------------- | ----- |
| ۲۰۰۲ | کمک! من یک ماهی هستم | N/A          |                     | دوبلهٔ کره‌ای   | [ ۱ ] |
| ۲۰۰۳ | اوه! روز مبارک       | 오! 해피데이 | کونگ هی جی          |               |       |
| ۲۰۰۷ | انقلاب دختر          | 麻雀要革命   |                     | فیلم چینی     | [ ۲ ] |
| ۲۰۰۹ | آسمان و اقیانوس      | 하늘과 바다  | ها نول              |               |       |
| ۲۰۱۲ | پرواز با تو          | 一起飞       | هه چیان‌چیان / بیبی  | فیلم چینی     |       |
| ۲۰۱۲ | هرکس                 | 愛誰誰       | یاوِن (حضور افتخاری) | فیلم چینی     |       |
| ۲۰۱۵ | پولاروید             | 폴라로이드   |                     | حضور افتخاری  | [ ۳ ] |
| ۲۰۲۱ | مهربانی غریبه‌ها      | 타인의 친절  | راوی                | ورژن بدون مرز | [ ۴ ] |

## مجموعه تلویزیونی
| سال       | عنوان فارسی | عنوان اصلی         | نقش                      | توضیحات                 | منابع         |
| --------- | --- | ------------------ | ------------------------ | ----------------------- | ------------- |
| ۲۰۰۱      | بی‌وقفه جدید | 뉴논스톱           | جانگ نا را               | قسمت ۲۶۹ به بعد         |               |
| ۲۰۰۲      | داستان موفقیت یک دختر باهوش | 명랑소녀 성공기    | چا یونگ سون              |                         |               |
| ۲۰۰۲      | عشق من پاتزی | 내 사랑 팥쥐       | یانگ سونگ یی             |                         |               |
| ۲۰۰۳      | سلام! بال باری | 헬로 발바리        |                          | حضور افتخاری            | [ ۵ ]         |
| ۲۰۰۴      | عشق در اطراف است | 사랑을 할꺼야      | جین بو را                |                         |               |
| ۲۰۰۴      | بی‌وقفه ۴ | 논스톱۴            | جانگ نا را               | حضور افتخاری (قسمت ۱۱۳) |               |
| ۲۰۰۴      | عشق نقره‌ای | 银色年华           | نا را                    | درام چینی               | [ ۶ ]         |
| ۲۰۰۵      | بانجون دراما «I Got Married to a Weird Woman» «My Love Mite» «Reincarnation» «And There Was Nothing» «Strange Village» «The Golden Age of Gas Man» | 대결! 반전 드라마  |                          |                         |               |
| ۲۰۰۵      | برتی پرنسس من | 刁蠻公主           | سیتو جینگ/شیائو لونگ شیا | درام چینی               |               |
| ۲۰۰۵      | عروسی | 웨딩               | لی سه نا                 |                         |               |
| ۲۰۰۷      | صبح بخیر شانگهای | 纯白之恋           | یو هاو یون               | درام چینی               | [ ۷ ]         |
| ۲۰۱۰      | خواننده ماسک آهنی | 铁面歌女           | هو دی/هو یین یین         | درام چینی               | [ ۸ ]         |
| ۲۰۱۱      | دکتر بازیگوش | 刁蛮俏御医         | هه تیان شین              | درام چینی               | [ ۹ ]         |
| ۲۰۱۱      | صورت بچگانه زیبا | 동안미녀           | لی سو یونگ               |                         |               |
| ۲۰۱۲      | مسابقه سرعت | 跑馬場             | ماتسونو آکیکو            | درام چینی               |               |
| ۲۰۱۲–۲۰۱۳ | مدرسه ۲۰۱۳ | 학교 ۲۰۱۳          | جونگ این جه              |                         |               |
| ۲۰۱۳      | پالانکین قرمز | 红轿子             | چیائو لیژن               | درام چینی               |               |
| ۲۰۱۴      | از بخت بد عاشقت شدم | 운명처럼 널 사랑해 | کیم می یونگ              |                         |               |
| ۲۰۱۴      | دراما فستیوال – خداحافظی قدیمی | 오래된 안녕        | هان چه هی                |                         |               |
| ۲۰۱۴      | آقای بک | 미스터 백          | اون هاسو                 |                         |               |
| ۲۰۱۵      | عقاب تک بال | 单翼雄鹰           | ژانگ لانفانگ             | حضور افتخاری            | [ ۱۰ ]        |
| ۲۰۱۵      | سلام هیولا | 너를 기억해        | چا جی آن                 |                         |               |
| ۲۰۱۶      | یک پایان شاد دیگر | 한번 더 해피엔딩   | هان می مو                |                         |               |
| ۲۰۱۷      | بازگشت زوجین | 고백부부           | ما جین جو                |                         |               |
| ۲۰۱۸      | آخرین ملکه | 황후의 품격        | اوه سانی                 |                         |               |
| ۲۰۱۹      | وی‌آی‌پی | 브이아이피         | نا جونگ سون              |                         | [ ۱۱ ]        |
| ۲۰۲۰      | اوه عزیز من | 오마이베이비       | جانگ هاری                |                         | [ ۱۲ ]        |
| ۲۰۲۱      | خانه جن‌زده خود را بفروشید | 대박부동산         | هونگ جی آه               |                         | [ ۱۳ ]        |
| ۲۰۲۲      | تشویق کن | 치얼업             | نا جونگ سون              | حضور افتخاری            | [ ۱۴ ]        |
| ۲۰۲۳      | خانواده | 패밀리             | کانگ یو را               |                         | [ ۱۵ ] [ ۱۶ ] |
| ۲۰۲۳–۲۰۲۴ | پایان خوش من | 나의 해피엔드      | سو جه وون                |                         | [ ۱۷ ]        |

## مستند
| سال  | عنوان فارسی                      | عنوان اصلی          | شبکه                   | نقش  | منابع  |
| ---- | -------------------------------- | ------------------- | ---------------------- | ---- | ------ |
| ۲۰۱۵ | تئاتر پاندا                      | 판다극장            | اسکای تی‌وی اولایو تی‌وی | راوی | [ ۱۸ ] |
| ۲۰۱۷ | ای‌دی ۲۱۰۰ بازگشت اعتصابات اقلیمی | AD 2100 기후의 반격 | ام‌بی‌سی                 | مجری | [ ۱۹ ] |

## برنامه تلویزیونی
| سال       | عنوان فارسی | عنوان اصلی      | نقش    | منابع            |
| --------- | ----------- | --------------- | ------ | ---------------- |
| ۲۰۰۱–۲۰۰۲ | میوزیک کمپ  | 생방송 음악캠프 | میزبان | [ نیازمند منبع ] |
| ۲۰۰۲      | لاو استوری  | 러브 스토리     | میزبان | [ ۲۰ ]           |

## میزبان
| سال  | عنوان               | توضیحات            | منابع  |
| ---- | ------------------- | ------------------ | ------ |
| ۲۰۱۹ | جوایز درامای اس‌بی‌اس | همراه شین دونگ یوپ | [ ۲۱ ] |

## حضور در موزیک ویدئو
| سال  | عنوان                                    | عنوان اصلی  | آرتیست                    | توضیحات                                       |
| ---- | ---------------------------------------- | ----------- | ------------------------- | --------------------------------------------- |
| ۲۰۰۷ | «من می‌خوام بهت بگم» (I want to tell you) | 好想对你说  | پیتر هو                   | او همچنین همراه با پیتر هو آواز دونفری خواند. |
| ۲۰۰۹ | «لبخند خداحافظی» (I want to tell you)    | 웃으며 안녕 | لی سوک هون از اس‌جی وانابی |                                               |